# Collegio di Newark
Newark è un collegio elettorale inglese situato nel Nottinghamshire, nelle Midlands Orientali, e rappresentato alla Camera dei comuni del Parlamento del Regno Unito. Elegge un membro del parlamento con il sistema first-past-the-post, ossia maggioritario a turno unico; l'attuale parlamentare è Robert Jenrick del Partito Conservatore, che rappresenta il collegio dal 2014.

## Estensione

Newark dal 2010 al 2024

- 1918-1950: il Municipal Borough di Newark e i distretti rurali di Bingham, Newark e Southwell.
- 1950-1983: il Municipal Borough di Newark, il distretto urbano di Mansfield Woodhouse e i distretti rurali di Newark e Southwell.
- 1983-2010: i ward del distretto di Newark di Beacon, Bridge, Bullpit Pinfold, Castle, Caunton, Collingham, Devon, Elston, Farndon, Magnus, Meering, Milton Lowfield, Muskham, Southwell East, Southwell West, Sutton on Trent, Trent e Winthorpe, e i ward del distretto di Bassetlaw di East Markham, East Retford East, East Retford North, East Retford West, Elkesley, Trent e Tuxford.
- 2010-2024: i ward del distretto di Newark and Sherwood di Balderton North, Balderton West, Beacon, Bridge, Castle, Caunton, Collingham and Meering, Devon, Farndon, Lowdham, Magnus, Muskham, Southwell East, Southwell North, Southwell West, Sutton-on-Trent, Trent e Winthorpe, i ward del distretto di Bassetlaw di East Markham, Rampton, Tuxford e Trent, e i ward del Borough di Rushcliffe di Bingham East, Bingham West, Cranmer, Oak e Thoroton.
- dal 2024: i ward del distretto di Newark and Sherwood di Balderton North and Coddington; Balderton South; Beacon; Bridge; Castle; Collingham; Devon; Farndon and Fernwood; Muskham; Southwell; Sutton-on-Trent e Trent, i ward del borgo di Rushcliffe di Bingham East; Bingham West; Cranmer; East Bridgford e Thoroton ed i ward del distretto di Bassetlaw di Clayworth; East Markham; Rampton; Sturton e Tuxford and Trent.[1]

Il collegio copre una grande parte del distretto di Newark and Sherwood, che comprende la parte orientale del Nottinghamshire, come le città di Newark-on-Trent e Southwell, e i villaggi di Collingham e Sutton-on-Trent. Copre anche parti delle aree di Bassetlaw e Rushcliffe, tra cui Markham Moor e Bingham.

## Membri del parlamento dal 1885
| Elezione | Elezione                   | Deputato           | Partito      |
| -------- | -------------------------- | ------------------ | ------------ |
|          | 1885                       | Charles Pierrepont | Conservatore |
| 1895     | Harold Finch-Hatton        |                    | Conservatore |
| 1898 (S) | Charles Pierrepont         |                    | Conservatore |
| 1900 (S) | Charles Welby              |                    | Conservatore |
| 1906     | John Starkey               |                    | Conservatore |
| 1922     | William Cavendish-Bentinck |                    | Conservatore |
| 1943 (S) | Sidney Shephard            |                    | Conservatore |
|          | 1950                       | George Deer        | Laburista    |
| 1964     | Edward Bishop              |                    | Laburista    |
|          | 1979                       | Richard Alexander  | Conservatore |
|          | 1997                       | Fiona Jones        | Laburista    |
|          | 2001                       | Patrick Mercer     | Conservatore |
|          | 2013                       | Patrick Mercer     | Indipendente |
|          | 2014 (S)                   | Robert Jenrick     | Conservatore |

## Elezioni

### Elezioni negli anni 2020
| Partito                    | Partito                                   | Candidato                  | Risultati 4 luglio 2024 | Risultati 4 luglio 2024 |
| Partito                    | Partito                                   | Candidato                  | Voti                    | %                       |
| -------------------------- | ----------------------------------------- | -------------------------- | ----------------------- | ----------------------- |
|                            | Conservatore                              | Robert Jenrick             | 20 968                  | 39,22                   |
|                            | Laburista                                 | Saj Ahmad                  | 17 396                  | 32,54                   |
|                            | Reform UK                                 | Robert Palmer              | 8 280                   | 15,49                   |
|                            | Lib Dem                                   | David Watts                | 3 026                   | 5,66                    |
|                            | Verdi                                     | Michael Ackroyd            | 2 345                   | 4,39                    |
|                            | Independent Network                       | Adrian Amer                | 809                     | 1,51                    |
|                            | Indipendente                              | Lyn Galbraith              | 329                     | 0,62                    |
|                            | Democratici Inglesi                       | Matthew Darrington         | 156                     | 0,29                    |
|                            | Workers                                   | Collan Siddique            | 150                     | 0,28                    |
|                            |                                           |                            |                         |                         |
| Iscritti                   | Iscritti                                  | Iscritti                   | 80 028                  | 100,00                  |
| ↳ Votanti (% su iscritti)  | ↳ Votanti (% su iscritti)                 | ↳ Votanti (% su iscritti)  | 53 459                  | 66,80                   |
| ↳ Astenuti (% su iscritti) | ↳ Astenuti (% su iscritti)                | ↳ Astenuti (% su iscritti) | 26 569                  | 33,20                   |
|                            |                                           |                            |                         |                         |
|                            | Esito: collegio confermato a Conservatore |                            |                         |                         |

### Elezioni negli anni 2010
| Partito                    | Partito                                   | Candidato                  | Risultati 12 dicembre 2019 | Risultati 12 dicembre 2019 |
| Partito                    | Partito                                   | Candidato                  | Voti                       | %                          |
| -------------------------- | ----------------------------------------- | -------------------------- | -------------------------- | -------------------------- |
|                            | Conservatore                              | Robert Jenrick             | 34 660                     | 63,29                      |
|                            | Laburista                                 | James Baggaley             | 12 844                     | 23,45                      |
|                            | Lib Dem                                   | David Watts                | 5 308                      | 9,69                       |
|                            | Verdi                                     | Jay Henderson              | 1 950                      | 3,56                       |
|                            |                                           |                            |                            |                            |
| Iscritti                   | Iscritti                                  | Iscritti                   | 75 855                     | 100,00                     |
| ↳ Votanti (% su iscritti)  | ↳ Votanti (% su iscritti)                 | ↳ Votanti (% su iscritti)  | 54 762                     | 72,19                      |
| ↳ Astenuti (% su iscritti) | ↳ Astenuti (% su iscritti)                | ↳ Astenuti (% su iscritti) | 21 093                     | 27,81                      |
|                            |                                           |                            |                            |                            |
|                            | Esito: collegio confermato a Conservatore |                            |                            |                            |

| Partito                    | Partito                                   | Candidato                  | Risultati 8 giugno 2017 | Risultati 8 giugno 2017 |
| Partito                    | Partito                                   | Candidato                  | Voti                    | %                       |
| -------------------------- | ----------------------------------------- | -------------------------- | ----------------------- | ----------------------- |
|                            | Conservatore                              | Robert Jenrick             | 34 493                  | 62,67                   |
|                            | Laburista                                 | Chantal Lee                | 16 344                  | 29,69                   |
|                            | Lib Dem                                   | David Watts                | 2 786                   | 5,06                    |
|                            | UKIP                                      | Xandra Arundel             | 1 419                   | 2,58                    |
|                            |                                           |                            |                         |                         |
| Iscritti                   | Iscritti                                  | Iscritti                   | 75 503                  | 100,00                  |
| ↳ Votanti (% su iscritti)  | ↳ Votanti (% su iscritti)                 | ↳ Votanti (% su iscritti)  | 55 042                  | 72,90                   |
| ↳ Astenuti (% su iscritti) | ↳ Astenuti (% su iscritti)                | ↳ Astenuti (% su iscritti) | 20 461                  | 27,10                   |
|                            |                                           |                            |                         |                         |
|                            | Esito: collegio confermato a Conservatore |                            |                         |                         |

| Partito                    | Partito                                   | Candidato                  | Risultati 7 maggio 2015 | Risultati 7 maggio 2015 |
| Partito                    | Partito                                   | Candidato                  | Voti                    | %                       |
| -------------------------- | ----------------------------------------- | -------------------------- | ----------------------- | ----------------------- |
|                            | Conservatore                              | Robert Jenrick             | 29 834                  | 57,04                   |
|                            | Laburista                                 | Michael Payne              | 11 360                  | 21,72                   |
|                            | UKIP                                      | Brian Mapletoft            | 6 294                   | 12,03                   |
|                            | Lib Dem                                   | David Dobbie               | 2 385                   | 4,56                    |
|                            | Verdi                                     | Elayne Forster             | 1 792                   | 3,43                    |
|                            | Consensus – The Community Party           | Helen Tyrer                | 637                     | 1,22                    |
|                            |                                           |                            |                         |                         |
| Iscritti                   | Iscritti                                  | Iscritti                   | 73 768                  | 100,00                  |
| ↳ Votanti (% su iscritti)  | ↳ Votanti (% su iscritti)                 | ↳ Votanti (% su iscritti)  | 52 302                  | 70,90                   |
| ↳ Astenuti (% su iscritti) | ↳ Astenuti (% su iscritti)                | ↳ Astenuti (% su iscritti) | 21 466                  | 29,10                   |
|                            |                                           |                            |                         |                         |
|                            | Esito: collegio confermato a Conservatore |                            |                         |                         |

| Partito                    | Partito                                   | Candidato                  | Risultati 5 giugno 2014 | Risultati 5 giugno 2014 |
| Partito                    | Partito                                   | Candidato                  | Voti                    | %                       |
| -------------------------- | ----------------------------------------- | -------------------------- | ----------------------- | ----------------------- |
|                            | Conservatore                              | Robert Jenrick             | 17 431                  | 45,03                   |
|                            | UKIP                                      | Roger Helmer               | 10 027                  | 25,91                   |
|                            | Laburista                                 | Michael Payne              | 6 842                   | 17,68                   |
|                            | Indipendente                              | Paul Baggaley              | 1 891                   | 4,89                    |
|                            | Verdi                                     | David Kirwan               | 1 057                   | 2,73                    |
|                            | Lib Dem                                   | David Watts                | 1 004                   | 2,59                    |
|                            | Monster Raving Loony                      | Nick The Flying Brick      | 168                     | 0,43                    |
|                            | Indipendente                              | Andy Hayes                 | 117                     | 0,30                    |
|                            | Bus-Pass Elvis                            | David Bishop               | 87                      | 0,22                    |
|                            | Common Good                               | Dick Rodgers               | 64                      | 0,17                    |
|                            | Patriotic Socialist Party                 | Lee Woods                  | 18                      | 0,05                    |
|                            |                                           |                            |                         |                         |
| Iscritti                   | Iscritti                                  | Iscritti                   | 73 322                  | 100,00                  |
| ↳ Votanti (% su iscritti)  | ↳ Votanti (% su iscritti)                 | ↳ Votanti (% su iscritti)  | 38 707                  | 52,79                   |
| ↳ Astenuti (% su iscritti) | ↳ Astenuti (% su iscritti)                | ↳ Astenuti (% su iscritti) | 34 615                  | 47,21                   |
|                            |                                           |                            |                         |                         |
|                            | Esito: collegio confermato a Conservatore |                            |                         |                         |

| Partito                    | Partito                                   | Candidato                  | Risultati 6 maggio 2010 | Risultati 6 maggio 2010 |
| Partito                    | Partito                                   | Candidato                  | Voti                    | %                       |
| -------------------------- | ----------------------------------------- | -------------------------- | ----------------------- | ----------------------- |
|                            | Conservatore                              | Patrick Mercer             | 27 590                  | 53,86                   |
|                            | Laburista                                 | Ian Campbell               | 11 438                  | 22,33                   |
|                            | Lib Dem                                   | Pauline Jenkins            | 10 246                  | 20,00                   |
|                            | UKIP                                      | Tom Irvine                 | 1 954                   | 3,81                    |
|                            |                                           |                            |                         |                         |
| Iscritti                   | Iscritti                                  | Iscritti                   | 71 747                  | 100,00                  |
| ↳ Votanti (% su iscritti)  | ↳ Votanti (% su iscritti)                 | ↳ Votanti (% su iscritti)  | 51 228                  | 71,40                   |
| ↳ Astenuti (% su iscritti) | ↳ Astenuti (% su iscritti)                | ↳ Astenuti (% su iscritti) | 20 519                  | 28,60                   |
|                            |                                           |                            |                         |                         |
|                            | Esito: collegio confermato a Conservatore |                            |                         |                         |

### Elezioni negli anni 2000
| Partito                    | Partito                                   | Candidato                  | Risultati 5 maggio 2005 | Risultati 5 maggio 2005 |
| Partito                    | Partito                                   | Candidato                  | Voti                    | %                       |
| -------------------------- | ----------------------------------------- | -------------------------- | ----------------------- | ----------------------- |
|                            | Conservatore                              | Patrick Mercer             | 21 946                  | 48,03                   |
|                            | Laburista                                 | Jason Reece                | 15 482                  | 33,88                   |
|                            | Lib Dem                                   | Stuart Thompstone          | 7 276                   | 15,92                   |
|                            | UKIP                                      | Charlotte Creasy           | 992                     | 2,17                    |
|                            |                                           |                            |                         |                         |
| Iscritti                   | Iscritti                                  | Iscritti                   | 72 303                  | 100,00                  |
| ↳ Votanti (% su iscritti)  | ↳ Votanti (% su iscritti)                 | ↳ Votanti (% su iscritti)  | 45 696                  | 63,20                   |
| ↳ Astenuti (% su iscritti) | ↳ Astenuti (% su iscritti)                | ↳ Astenuti (% su iscritti) | 26 607                  | 36,80                   |
|                            |                                           |                            |                         |                         |
|                            | Esito: collegio confermato a Conservatore |                            |                         |                         |

| Partito                    | Partito                                           | Candidato                  | Risultati 7 giugno 2001 | Risultati 7 giugno 2001 |
| Partito                    | Partito                                           | Candidato                  | Voti                    | %                       |
| -------------------------- | ------------------------------------------------- | -------------------------- | ----------------------- | ----------------------- |
|                            | Conservatore                                      | Patrick Mercer             | 20 983                  | 46,48                   |
|                            | Laburista                                         | Fiona Jones                | 16 910                  | 37,46                   |
|                            | Lib Dem                                           | David Harding-Price        | 5 970                   | 13,22                   |
|                            | Indipendente                                      | Donald Haxby               | 822                     | 1,82                    |
|                            | Alleanza Socialista                               | Ian Thomson                | 462                     | 1,02                    |
|                            |                                                   |                            |                         |                         |
| Iscritti                   | Iscritti                                          | Iscritti                   | 71 097                  | 100,00                  |
| ↳ Votanti (% su iscritti)  | ↳ Votanti (% su iscritti)                         | ↳ Votanti (% su iscritti)  | 45 147                  | 63,50                   |
| ↳ Astenuti (% su iscritti) | ↳ Astenuti (% su iscritti)                        | ↳ Astenuti (% su iscritti) | 25 950                  | 36,50                   |
|                            |                                                   |                            |                         |                         |
|                            | Esito: collegio passa da Laburista a Conservatore |                            |                         |                         |

## Risultati dei referendum

### Referendum sulla permanenza del Regno Unito nell'Unione europea del 2016
|             | Collegio | Lasciare UE % | Rimanere in UE % |
| ----------- | -------- | ------------- | ---------------- |
|             | Newark   | 55,7%         | 44,3%            |
| Inghilterra | 53,3%    | 46,7%         |                  |
| Regno Unito | 51,9%    | 48,1%         |                  |